# Novi Đurovac
Novi Đurovac (izvirno srbsko Нови Ђуровац) je naselje v Srbiji, ki upravno spada pod Občino Prokuplje; slednja pa je del Topliškega upravnega okraja.

## Demografija
V naselju živi 13 polnoletnih prebivalcev, pri čemer je njihova povprečna starost 69,0 let (68,7 pri moških in 69,4 pri ženskah). Naselje ima 8 gospodinjstev, pri čemer je povprečno število članov na gospodinjstvo 1,63.
To naselje je, glede na rezultate popisa iz leta 2002, večinoma srbsko, a v času zadnjih treh popisov je opazno zmanjšanje števila prebivalcev.
|  |

| Demografija | Demografija     | Demografija     |
| Leto        | Št. prebivalcev | Št. prebivalcev |
| ----------- | --------------- | --------------- |
|             |                 |                 |
|             |                 |                 |
|             |                 |                 |
|             |                 |                 |
| 1948        | 151             |                 |
| 1953        | 198             |                 |
| 1961        | 175             |                 |
| 1971        | 107             |                 |
| 1981        | 46              |                 |
| 1991        | 32              | 32              |
| 2002        | 13              | 13              |
|             |                 |                 |

| Etnična sestava po popisu iz leta 2002 | Etnična sestava po popisu iz leta 2002 | Etnična sestava po popisu iz leta 2002 | Etnična sestava po popisu iz leta 2002 | Etnična sestava po popisu iz leta 2002 |
| -------------------------------------- | -------------------------------------- | -------------------------------------- | -------------------------------------- | -------------------------------------- |
| Srbi                                   | Srbi                                   |                                        | 10                                     | 76,92%                                 |
| Črnogorci                              | Črnogorci                              |                                        | 3                                      | 23,07%                                 |
| Neznano                                | Neznano                                |                                        | 0                                      | 0,0%                                   |